# Верх-Бобровский сельсовет
Верх-Бобровский сельсовет — упразднённое муниципальное образование со статусом сельского поселения и административно-территориальное образование в Косихинском районе Алтайского края России. Административный центр — село Верх-Бобровка.

## Состав сельского поселения
В состав сельского поселения входили 2 населённых пункта:
| № | Населённый пункт | Тип населённого пункта       | Население |
| - | ---------------- | ---------------------------- | --------- |
| 1 | Верх-Бобровка    | село, административный центр | ↘165      |
| 2 | Индейка          | село                         | →10       |

## История
В 2010 году Верх-Бобровский сельсовет и Полковниковский сельсовет объединили в одну АТЕ Полковниковский сельсовет.